# Ashikaga Yoshiaki
En aquest nom japonès, el cognom és Ashikaga.
Ashikaga Yoshiaki (足利 義昭, 5 de desembre del 1537 - 9 d'octubre del 1597) va ser el catorzè i l'últim shogun del shogunat Ashikaga i va governar entre el 1568 i el 1573 al Japó. Va ser fill del dotzè shogun Ashikaga Yoshiharu i germà del tretzè shogun Ashikaga Yoshiteru.
L'absència d'un poder central a Kyoto va obligar a l'exèrcit d'Oda Nobunaga a restablir el shogunat amb l'assistència de Yoshiaki que va ser un governant titella, donat inici del període Azuchi-Momoyama.
No obstant les intencions de Nobunaga d'unificar el país van fer que aquest expulses a Yoshiaki fora de Kyoto i va abolir el shogunat Ashikaga, tot i que Yoshiaki va mantenir una posició nominal fins al 1588.